# اداور
اداور (به لاتین: Adavere) یک سکونتگاه مسکونی در استونی است که در دهستان پولتساما واقع شده‌است.

## خصوصیات
اداور ۶۳۲ نفر جمعیت دارد.